# Sphenomorphus indicus
Espèce
Synonymes
- Hinulia indica Gray, 1853
- Lygosoma indicum (Gray, 1853)
- Lygosoma zebratum Boulenger, 1887
- Lygosoma cacharense Annandale, 1905
- Lygosoma bowringi Mell, 1922
- Lygosoma formosensis Thompson, 1912
- Lygosoma bowringi Mell, 1922
- Lygosoma indicum taeniatum Werner, 1922
- Lygosoma indicum multilineatum Werner, 1922

Sphenomorphus indicus est une espèce de sauriens de la famille des Scincidae.

## Répartition
Cette espèce se rencontre :
- en République populaire de Chine ainsi qu'au Tibet ;
- au Bhoutan ;
- en Inde dans les États du Bengale-Occidental et du Sikkim ;

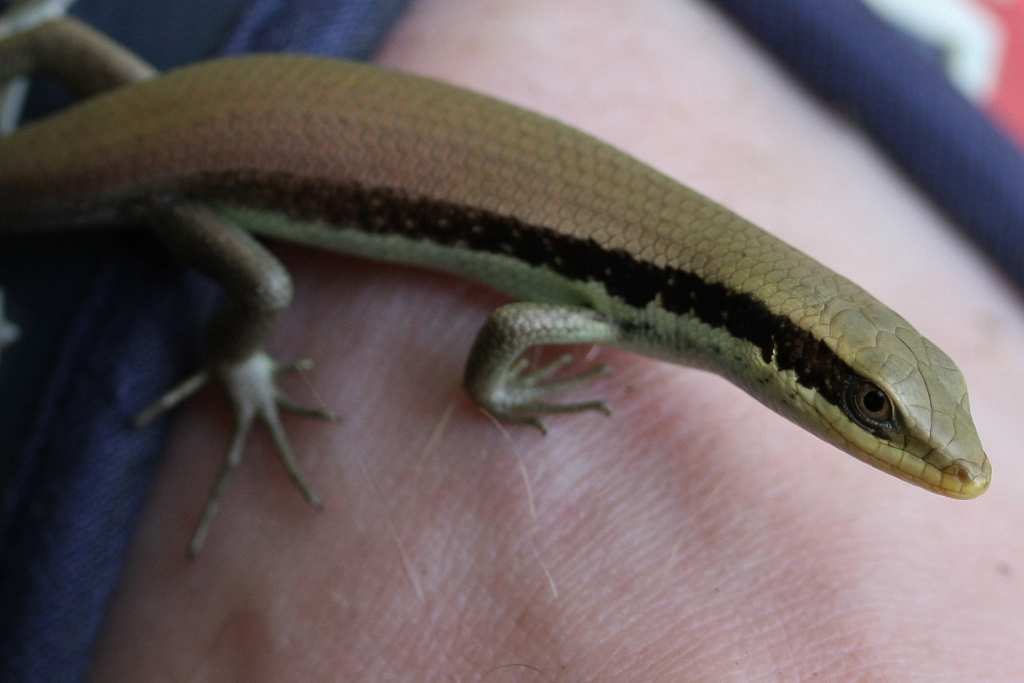
juvénile

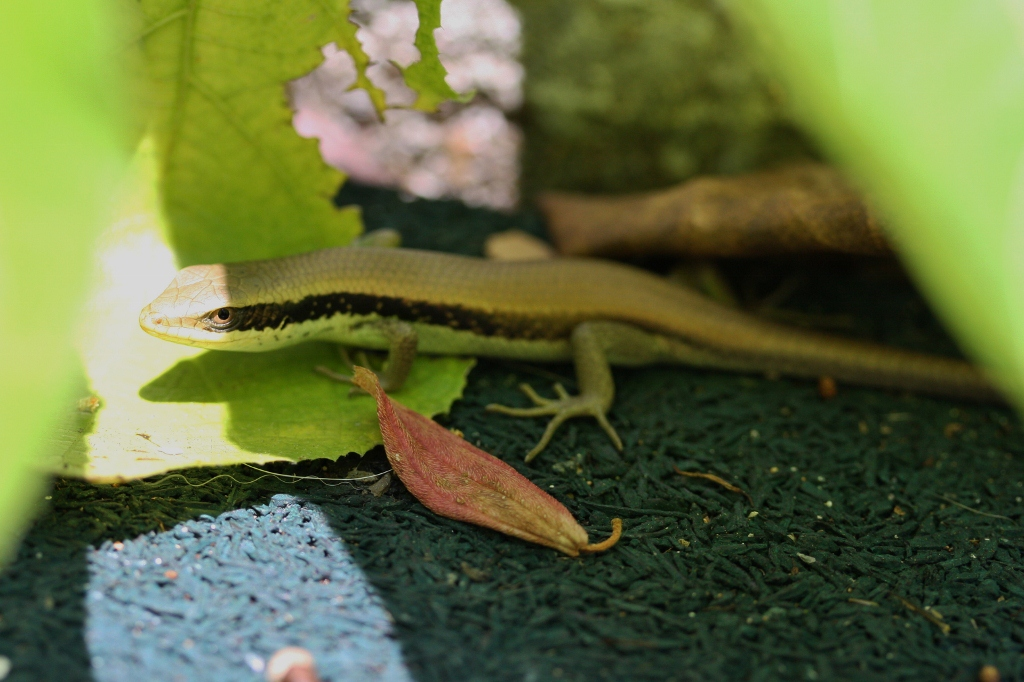
juvénile

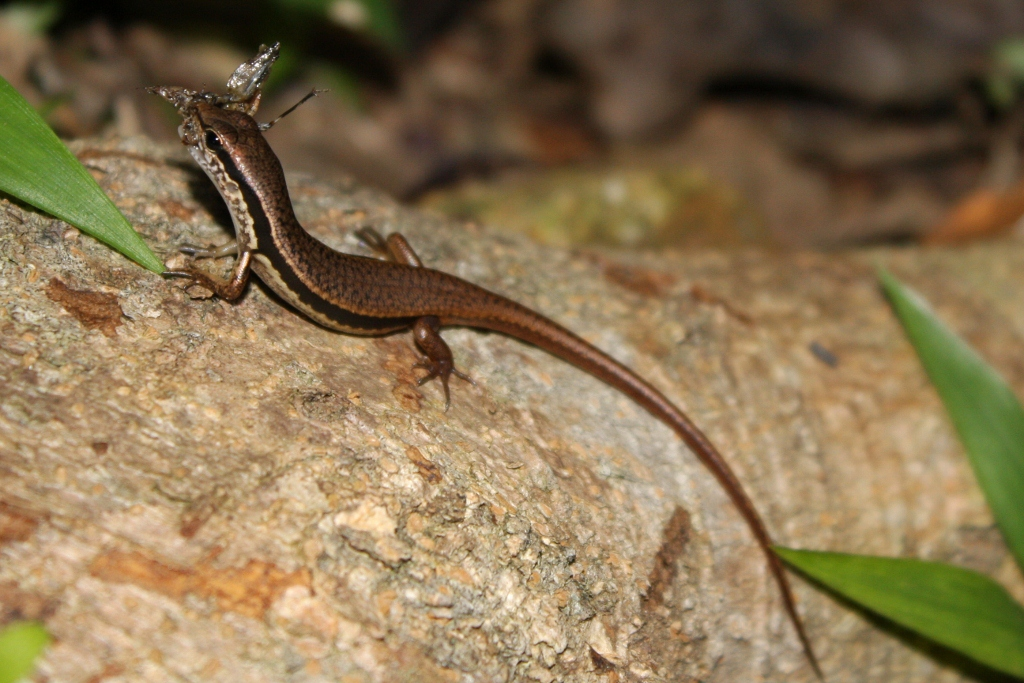
juvénile

- en Malaisie péninsulaire ;
- au Laos ;
- au Viêt Nam ;
- au Cambodge ;
- en Birmanie ;
- en Thaïlande ;
- à Taïwan.

## Publication originale
- Gray, 1853 : Descriptions of some undescribed species of reptiles collected by Dr. Joseph Hooker in the Khassia Mountains, East Bengal, and Sikkim Himalaya. Annals and Magazine of Natural History, sér. 2, vol. 12, p. 386-392 (texte intégral)